# Behind the Candelabra
Behind the Candelabra (bra: Minha Vida com Liberace; prt: Por Detrás do Candelabro) é um filme estadunidense de 2013, do gênero drama dirigido por Steven Soderbergh.
É baseado no livro de memórias "Behind the Candelabra: My Life with Liberace" de Scott Thorson. No Brasil, estrou pelo canal HBO Brasil, em 19 de outubro de 2013.

## Sinopse
Baseado em fatos reais, o filme narra o último período da vida do pianista norte-americano Liberace. Começa em 1977 quando este é apresentado a Scott pelo amigo em comum Bob durante uma apresentação em Las Vegas. Inicia-se então o relacionamento amoroso entre Scott e Lee - como Liberace é chamado pelos íntimos, que o adota e sustenta. Entretanto, a relação se deteriora anos depois com o vício em entorpecente de Scott e o desejo de Lee em se envolver com outros homens.   

## Elenco
- Michael Douglas — Liberace
- Matt Damon — Scott Thorson
- Dan Aykroyd — Seymour Heller, empresário de Liberace
- Scott Bakula — Bob Black
- Rob Lowe — Dr. Jack Startz, cirugião-plástico
- Debbie Reynolds — Frances Liberace, mãe de Liberace
- Tom Papa — Ray Arnett
- Paul Reiser — Sr. Felder, advogado de Scott
- Bruce Ramsay — Carlucci, criado de Liberace
- Nicky Katt — Sr. Y, traficante de entorpecentes
- Cheyenne Jackson — Billy Leatherwood, pianista
- Mike O'Malley — Sr.Schnelker
- David Koechner — advogado da adoção
- Boyd Holbrook — Cary James

## Produção
Recusado por estúdios de cinema pela temática homossexual, o filme foi produzido pela HBO Films, companhia de telefilmes. Foi exibido pela primeira vez no Festival de Cannes em 21 de maio de 2013, onde concorreu a Palma de Ouro. O filme foi dedicado ao compositor Marvin Hamlisch sendo seu último trabalho antes de vir a falecer. Também o diretor Steven Soderbergh anunciou que após este trabalho, interrompe sua carreira de diretor de cinema.

## Prêmios e indicações
| Prêmio                        | Categoria                                                          | Recebedor(s)                                                   | Resultado |
| ----------------------------- | ------------------------------------------------------------------ | -------------------------------------------------------------- | --------- |
| Prêmios Emmy 2013             | Melhor ator em minissérie ou filme                                 | Michael Douglas                                                | Venceu    |
| Prêmios Emmy 2013             | Melhor ator em minissérie ou filme                                 | Matt Damon                                                     | Indicado  |
| Prêmios Emmy 2013             | Melhor ator secundário em minissérie ou filme                      | Scott Bakula                                                   | Indicado  |
| Prêmios Emmy 2013             | Melhor minissérie ou filme                                         | Jerry Weintraub, Gregory Jacobs, Susan Ekins e Michael Polaire | Venceu    |
| Prêmios Emmy 2013             | Melhor direção de minissérie ou filme                              | Steven Soderbergh                                              | Venceu    |
| Prêmios Emmy 2013             | Melhor roteiro de minissérie ou filme                              | Richard LaGravenese                                            | Indicado  |
| Prémios Globo de Ouro de 2014 | Globo de Ouro de melhor ator em minissérie ou filme para televisão | Michael Douglas                                                | Venceu    |
| Prémios Globo de Ouro de 2014 | Globo de Ouro de melhor ator em minissérie ou filme para televisão | Matt Damon                                                     | Indicado  |
| Prémios Globo de Ouro de 2014 | Globo de Ouro de melhor ator coadjuvante em televisão              | Rob Lowe                                                       | Indicado  |
| Prémios Globo de Ouro de 2014 | Globo de Ouro de melhor minissérie ou filme para televisão         |                                                                | Venceu    |